# بالش سبرينغز
بالش سبرينغز (بالإنجليزية: Balch Springs)‏ هي مدينة أمريكية تقع في ولاية تكساس.تبلغ مساحة هذه المدينة 23.3 (كم²)،ويبلغ عدد سكانها 23728 نسمة حسب إحصاء سنة 2010 م.